# گاتاتیکو
گاتاتیکو (به ایتالیایی: Gattatico) یک کومونه در ایتالیا است که در استان رجو امیلیا واقع شده‌است.

## خصوصیات
گاتاتیکو ۴۲٫۴ کیلومترمربع مساحت و ۵٬۶۶۷ نفر جمعیت دارد و ۴۰ متر بالاتر از سطح دریا واقع شده‌است.

## خواهرخوانده
شهر تسیرنبرگ خواهرخواندهٔ گاتاتیکو هست.